# Felicity Jones
Felicity Rose Hadley Jones (Birmingham, 1983. október 17. –) Oscar-díjra jelölt brit színésznő.

## Fiatalkora és családja
1983. október 17-én született Birminghamben. Anyja Julia Hadley, apja Gareth Jones. Bournville-ben nőtt fel. Az Oxfordi Egyetemen tanult.

## Magánélete
2003-tól 2013-ig Ed Fornielesszel folytatott élettársi kapcsolatot.
2018-ban feleségül ment Charles Guardhoz.

## Filmográfia

### Film
| Év   | Magyar cím                             | Eredeti cím                      | Szerep                    | Magyar hang        |
| ---- | -------------------------------------- | -------------------------------- | ------------------------- | ------------------ |
| 2008 | Emlékek hálójában                      | Flashbacks of a Fool             | Ruth fiatalon             |                    |
| 2008 | Utolsó látogatás                       | Brideshead Revisited             | Cordelia Flyte            | Vadász Bea         |
| 2009 | Chéri – Egy kurtizán szerelme          | Chéri                            | Edmée                     | Szabó Zselyke      |
| 2010 | Kisvárosi Rock ’n’ Roll                | Cemetery Junction                | Julie                     | Csifó Dorina       |
| 2010 |                                        | SoulBoy                          | Mandy Hodgson             |                    |
| 2010 |                                        | The Tempest                      | Miranda                   |                    |
| 2011 | Szerelem az Alpokban                   | Chalet Girl                      | Kim                       | Törőcsik Franciska |
| 2011 | Őrülten hiányzol                       | Like Crazy                       | Anna                      | Csuha Borbála      |
| 2011 | Őrülten hiányzol                       | Like Crazy                       | Anna                      | Hermann Lilla      |
| 2011 |                                        | Albatross                        | Beth                      |                    |
| 2011 | Hisztéria                              | Hysteria                         | Emily Dalrymple           | Molnár Ilona       |
| 2012 | Derűs égbolt esküvőre                  | Cheerful Weather for the Wedding | Dolly                     |                    |
| 2013 | Kísértés                               | Breathe In                       | Sophie                    | Pálmai Anna        |
| 2013 | A titokzatos szerető                   | The Invisible Woman              | Nelly Ternan              | Csuha Borbála      |
| 2014 | A csodálatos Pókember 2.               | The Amazing Spider-Man 2         | Felicia Hardy             | Gáspár Kata        |
| 2014 | A mindenség elmélete                   | The Theory of Everything         | Jane Wilde Hawking        | Gáspár Kata        |
| 2015 | Igaz történet                          | True Story                       | Jill Barker               | Kelemen Kata       |
| 2016 | Ütközés                                | Collide                          | Juliette Marne            | Vadász Bea         |
| 2016 | Váratlan jóbarát (Szólít a szörny)     | A Monster Calls                  | anya                      | Gáspár Kata        |
| 2016 | Inferno                                | Inferno                          | Dr. Sienna Brooks         | Gáspár Kata        |
| 2016 | Zsivány Egyes – Egy Star Wars-történet | Rogue One: A Star Wars Story     | Jyn Erso                  | Bogdányi Titanilla |
| 2018 |                                        | Leading Lady Parts (rövidfilm)   | önmaga                    |                    |
| 2018 | Az egyenjogú nem                       | On the Basis of Sex              | Ruth Bader Ginsburg       | Gáspár Kata        |
| 2019 | Léghajósok                             | The Aeronauts                    | Amelia Wren               |                    |
| 2020 | Sárkánylovas                           | Dragon Rider                     | Sorrell (hangja)          |                    |
| 2020 | Az éjféli égbolt                       | The Midnight Sky                 | Dr. Iris "Sully" Sullivan | Csuha Borbála      |
| 2021 | Az utolsó szerelmes levél              | The Last Letter from Your Lover  | Ellie Haworth             | Törőcsik Franciska |
| 2023 |                                        | Dead Shot                        | Catherine                 |                    |
| 2024 | A brutalista                           | The Brutalist                    | Erzsébet Tóth             | Gáspár Kata        |

### Televízió
| Év        | Magyar cím             | Eredeti cím                 | Szerep             | Megjegyzések                                     |
| --------- | ---------------------- | --------------------------- | ------------------ | ------------------------------------------------ |
| 1996      | Kincskeresők           | The Treasure Seekers        | Alice Bastable     | tévéfilm                                         |
| 1998–1999 | Botcsinálta boszi      | The Worst Witch             | Ethel Hallow       | 11 epizód                                        |
| 2001      |                        | Weirdsister College         | Ethel Hallow       | 13 epizód                                        |
| 2003      | Szolgálók              | Servants                    | Grace May          | 6 epizód                                         |
| 2007      | A klastrom titka       | Northanger Abbey            | Catherine Morland  | - tévéfilm - magyar hangja: - Sánta Annamária    |
| 2007      |                        | Cape Wrath                  | Zoe Brogan         | 8 epizód                                         |
| 2008      | Ki vagy, doki?         | Doctor Who                  | Robina Redmond     | 1 epizód                                         |
| 2009      | Anne Frank naplója     | The Diary of Anne Frank     | Margot Frank       | 5 epizód                                         |
| 2011      | Nyolcadik oldal        | Page Eight                  | Julianne Worricker | - tévéfilm - magyar hangja: - Bogdányi Titanilla |
| 2014      |                        | Salting the Battlefield     | Julianne Worricker | tévéfilm                                         |
| 2014      | Csajok                 | Girls                       | Dottie             | 1 epizód                                         |

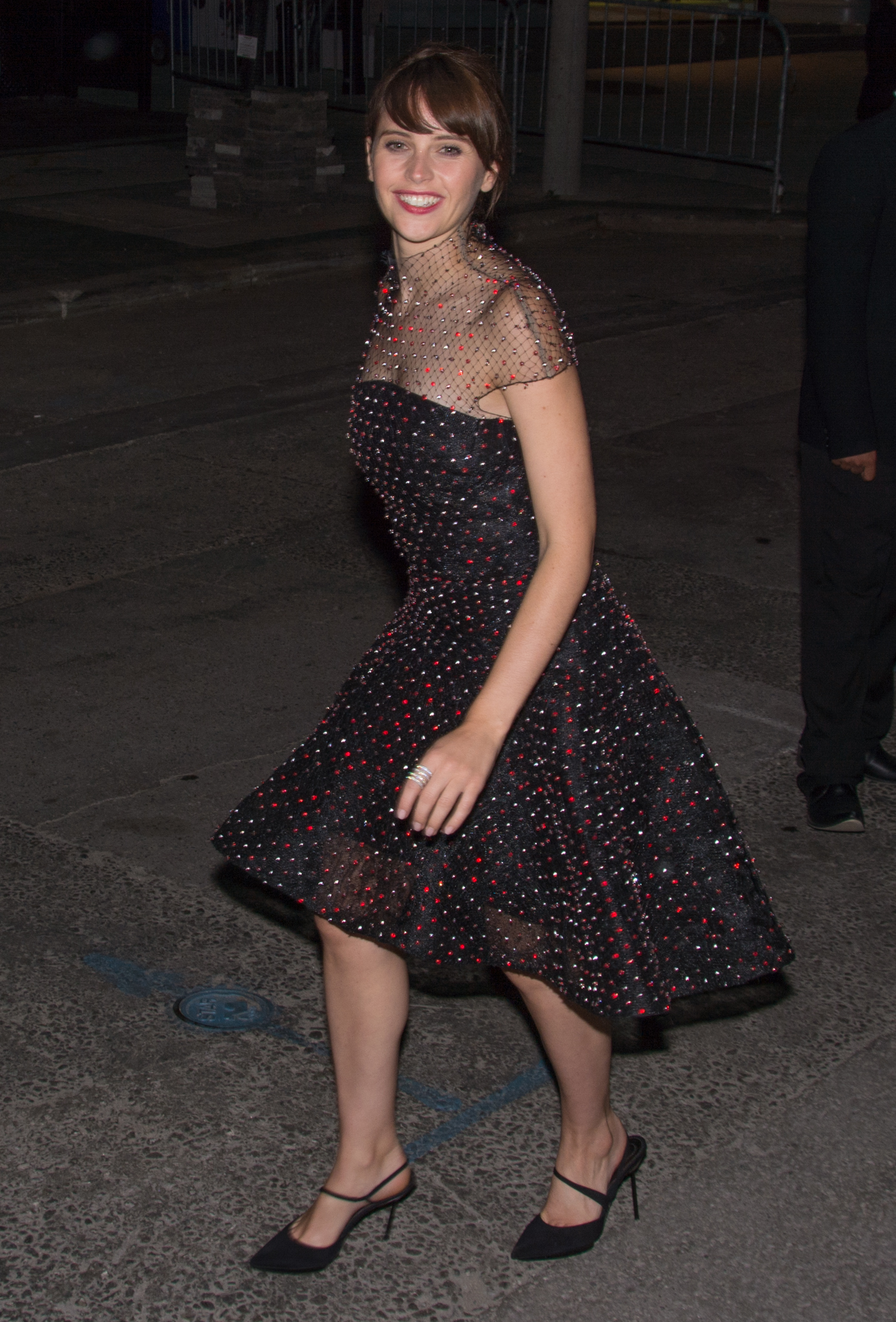
A 2014-es Torontói Nemzetközi Filmfesztiválon

| 2017      | Saturday Night Live    | Saturday Night Live         | házigazda          | - 1 epizód - (Felicity Jones / Sturgill Simpson) |
| 2017      | Star Wars: A sors erői | Star Wars Forces of Destiny | Jyn Erso (hangja)  | 2 epizód                                         |